# Sånglärkan 1

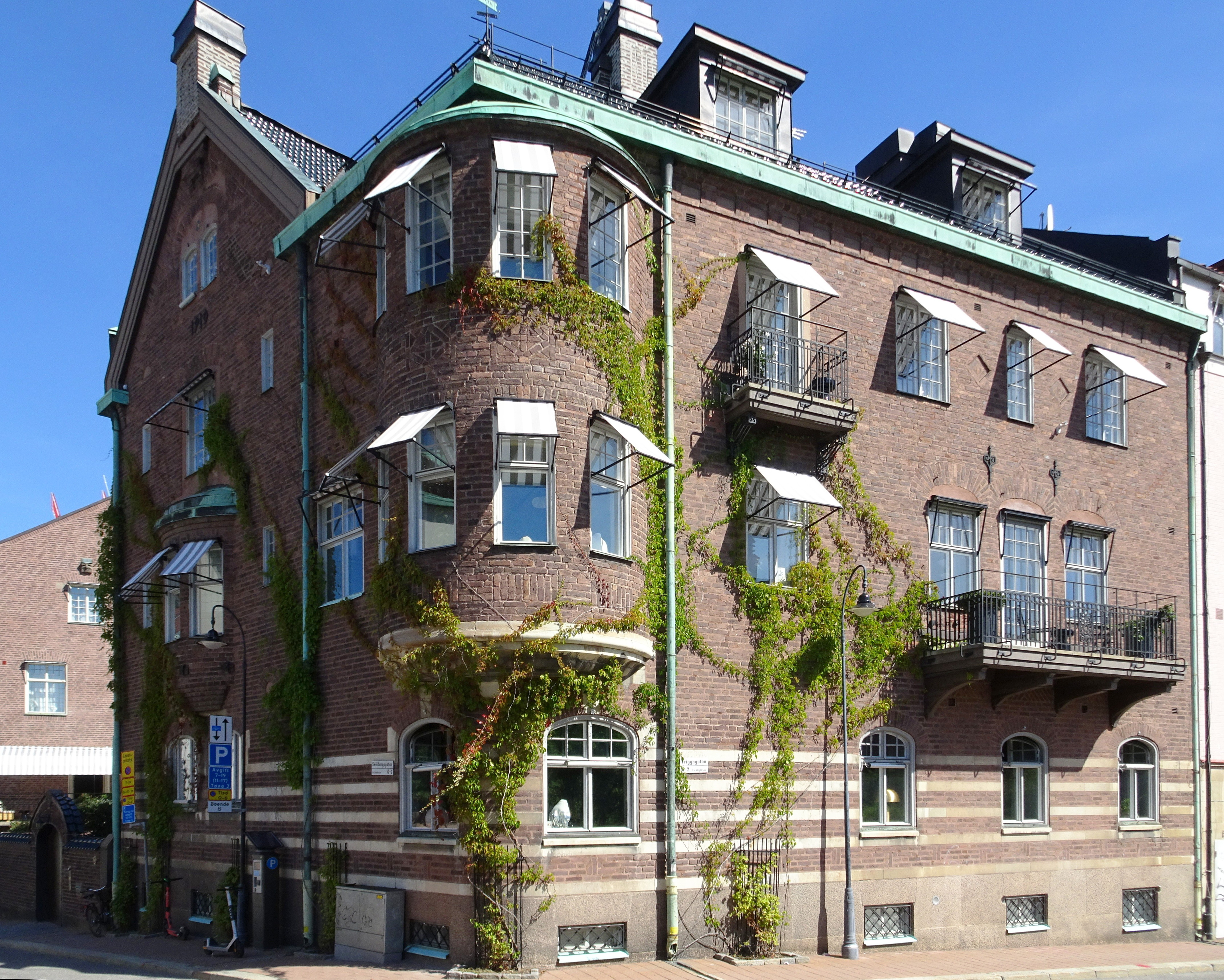
Sånglärkan 1, Sköldungagatan / Friggagatan, sedan 2011 plats för hotellet "Ett Hem". Foto från augusti 2022.

Sånglärkan 1 (sedan 2022 avregistrerad till Sånglärkan 13 och 14) är en kulturhistoriskt värdefull före detta villafastighet i kvarteret Sånglärkan i Lärkstaden på Östermalm i Stockholm. Villan i hörnet Sköldungagatan / Friggagatan, mittemot parken Balders hage uppfördes 1910–1911 efter ritningar av arkitekten Fredrik Dahlberg för juristen Herman Palmgren. Fastigheten är grönmärkt av Stadsmuseet i Stockholm vilket innebär "särskilt värdefull från historisk, kulturhistorisk, miljömässig eller konstnärlig synpunkt". Från och med år 2011 disponeras byggnaden av hotellet Ett Hem som sedan 2020 också har sin verksamhet i intilliggande Sånglärkan 2 (nuvarande Sånglärkan 1, hus 2).

## Bakgrund

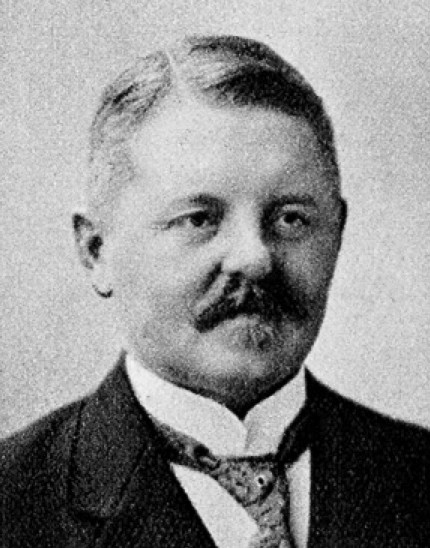
Byggherren Palmgren.

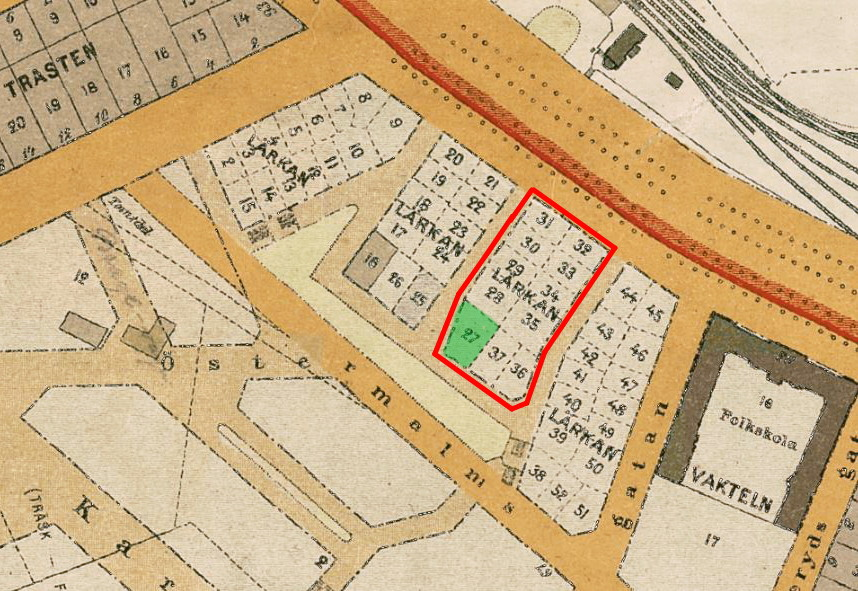
Före detta kvarteret Lärkan 1909 med nuvarande Sånglärkan 1 (grön)

Lärkstadens stadsplan upprättades av stadsplaneraren Per Olof Hallman. Hans avsikt var att skapa en villastad på ett förut obebyggt, ödsligt och bergigt område och han flyttade själv 1910 till fastigheten Sånglärkan 6. I februari 1909 inledde Stockholms stad auktionerna av de 51 villatomterna i kvarteret Lärkan. Det infann sig 150 spekulanter och 41 tomter såldes direkt samma dag.
Tomten nummer 27 i dåvarande kvarteret Lärkan (sedermera namnändrad till Sånglärkan 1) förvärvades 1909 av företagsledaren Oscar Lamm. Fastigheten omfattade en areal om 474,6 kvadratmeter ”å fri och egen grund”. Till fastigheten hörde även en mindre trädgård belägen norr om byggrätten som utgjorde knappt hälften av egendomen. Lamm gav arkitekten Erik Josephson uppdraget att rita sin privatvilla på tomt nr 27, men bygget kom aldrig till stånd. 
Istället förvärvades fastigheten 1910 av arkitekt Fredrik Dahlberg som sålde den vidare juristen Herman Palmgren. Dahlberg kom även att gestalta huset. Dahlberg stod bakom flera hus i Lärkstaden, utöver Sånglärkan 1 ritade han även Sånglärkan 8 (fasad), Piplärkan 9, Piplärkan 11 (fasad) och Piplärkan 12 (fasad). Byggarbetena för Sånglärkan 1 utfördes av byggmästaren Kasper Höglund.

## Byggnadsbeskrivning

### Exteriör
Sånglärkan 1 uppfördes i tre våningar med vind under ett brant tegeltak. Fasaderna uppmurades i rödbrunt, fogstruket tegel med hög sockel i granit och ett karakteristiskt halvrunt burspråk i två våningar mot hörnet Sköldungagatan / Friggagatan. Mot Friggagatan dominerar en balkong med sirligt smidesräcke. Det finns talrika utsmyckningar som hörntorn med kopparhuv, bordar i granit, blinderingar och dekorativa ankarslut. Gaveln pryds av en bred, brunmålad vindskiva, ytterligare ett burspråk samt årtalet ”1910”. Yttertaket är täckt av glaserat taktegel. Huvudentrén är från gården där en fritrappa i granit leder upp till porten som väderskyddas av en baldakin. Entrépartiet skjuter ut från fasaden och utgör samtidigt underlaget för balkongen på våning 1 trappa. Arkitekturen är lekfull och präglad av många detaljer i nationalromantikens stil.

Originalritningar från 1910
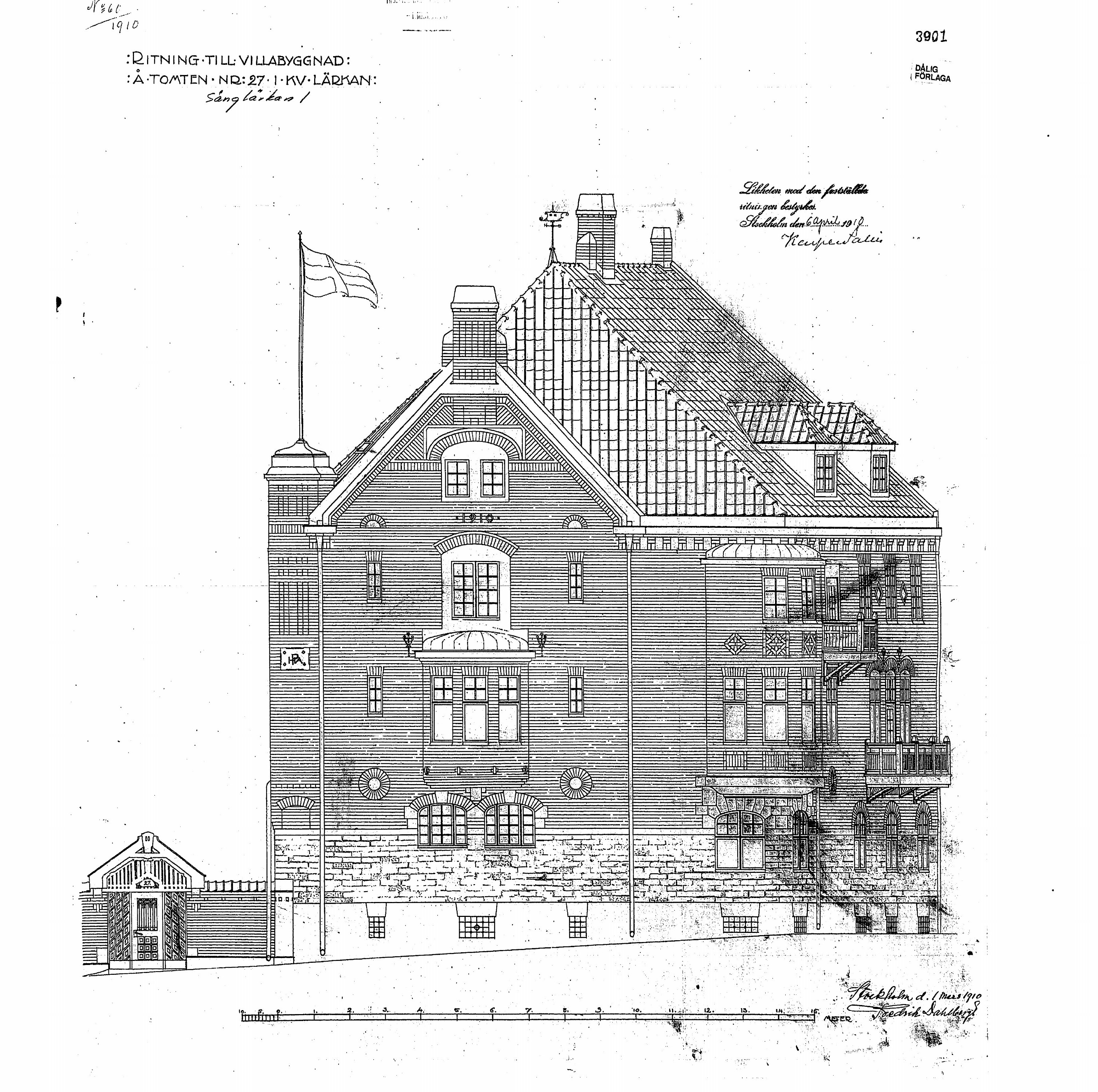
Fasad mot Sköldungagatan.
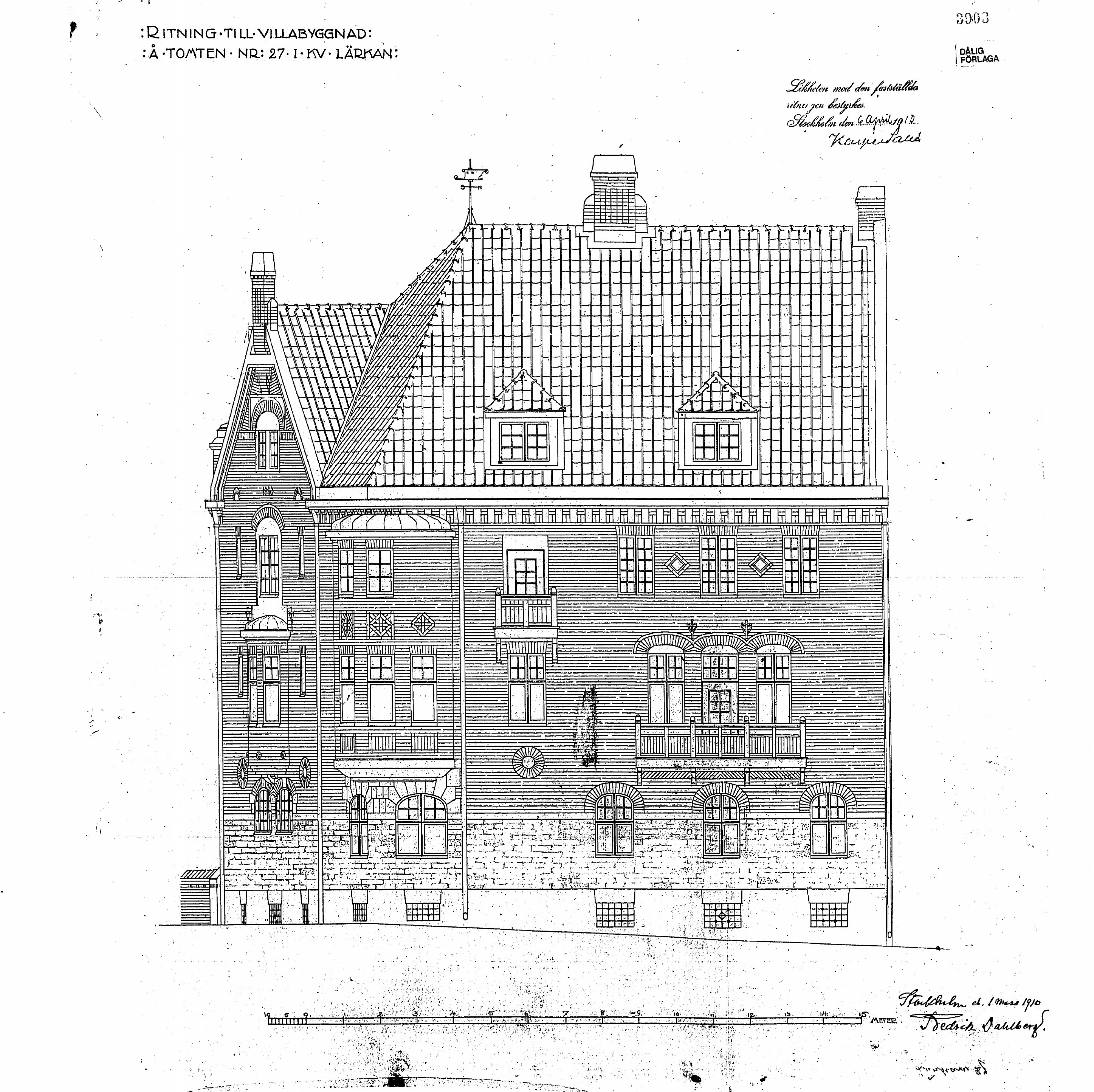
Fasad mot Friggagatan.
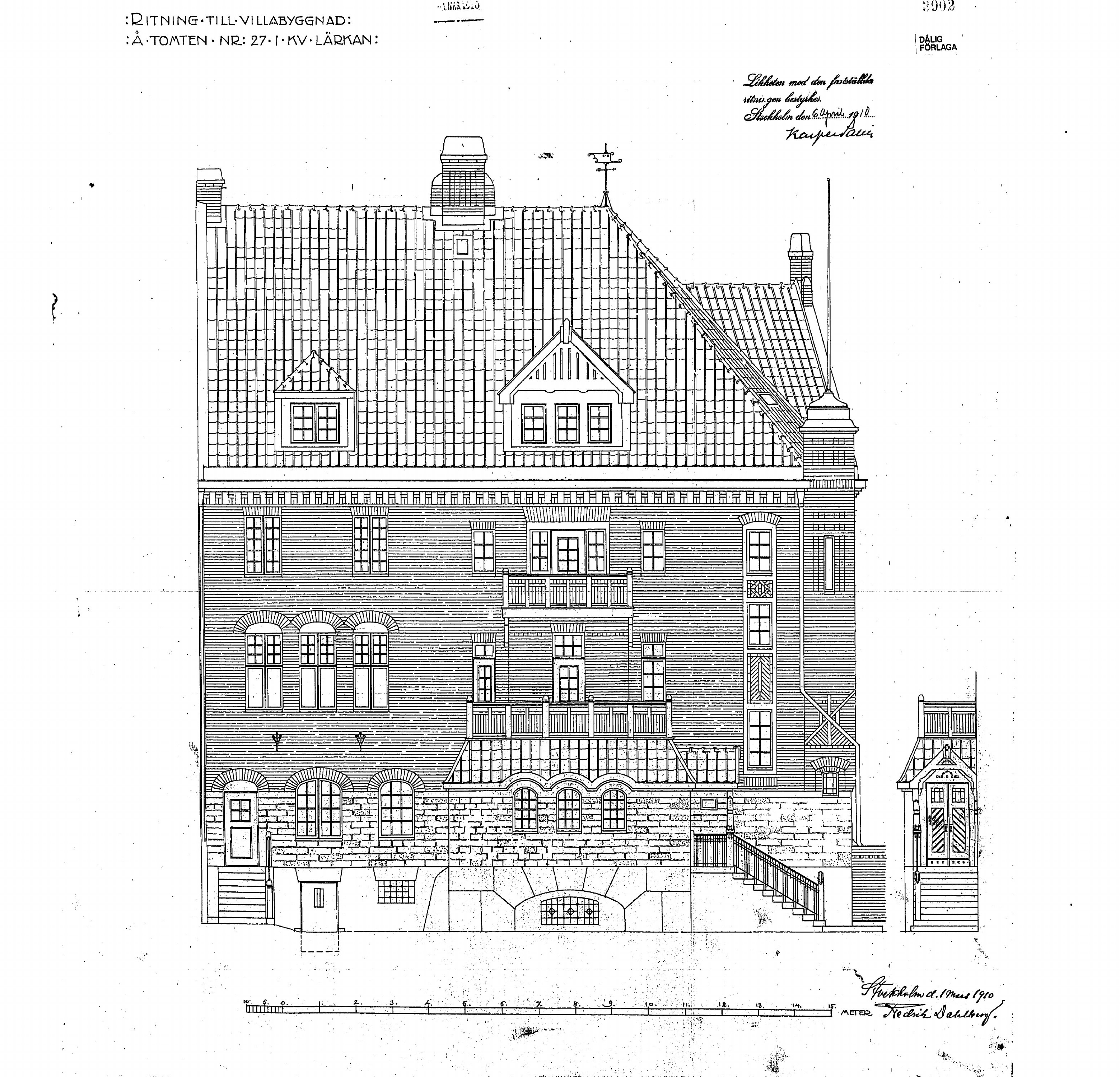
Fasad mot gården.
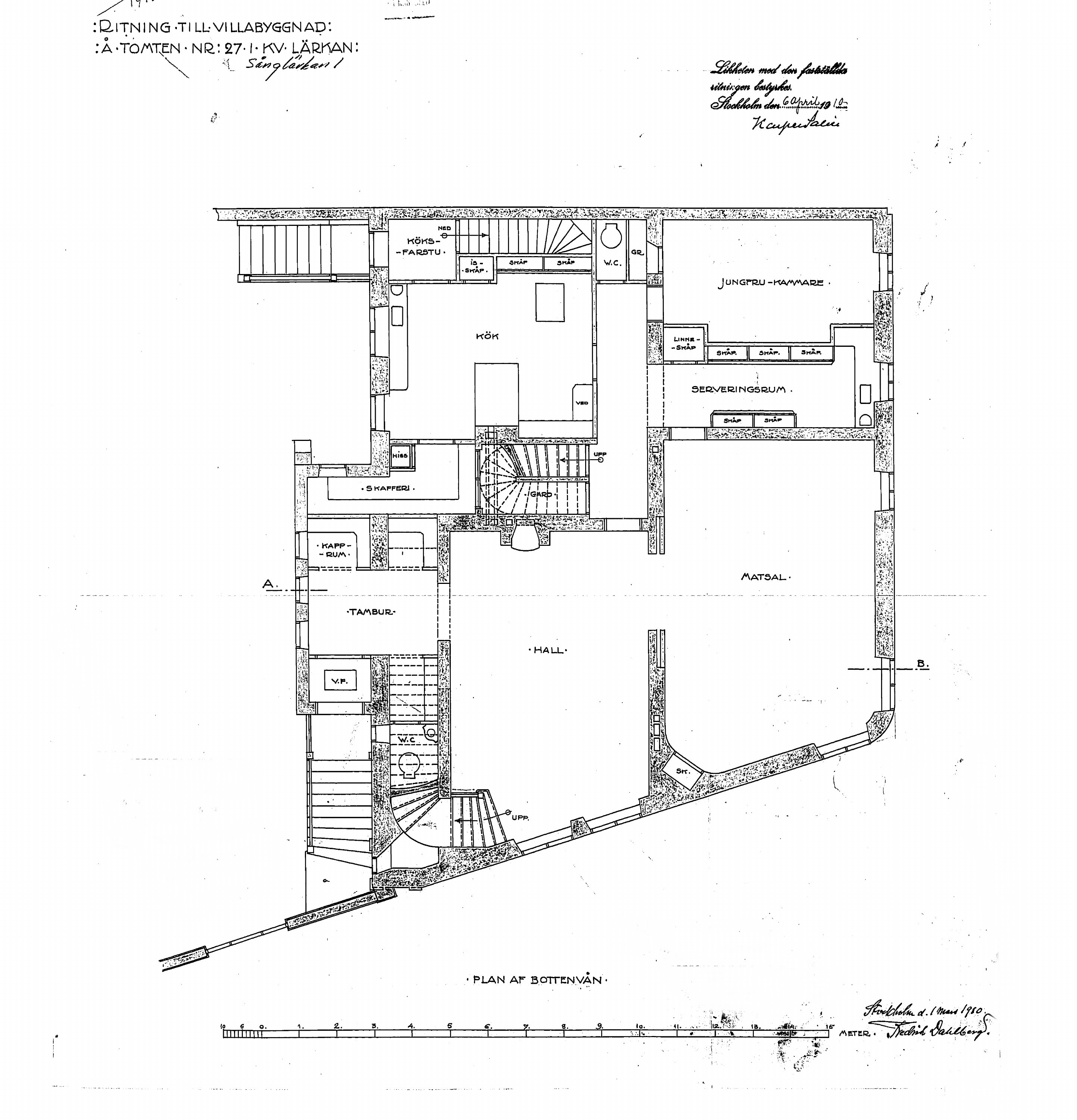
Bottenvåning.
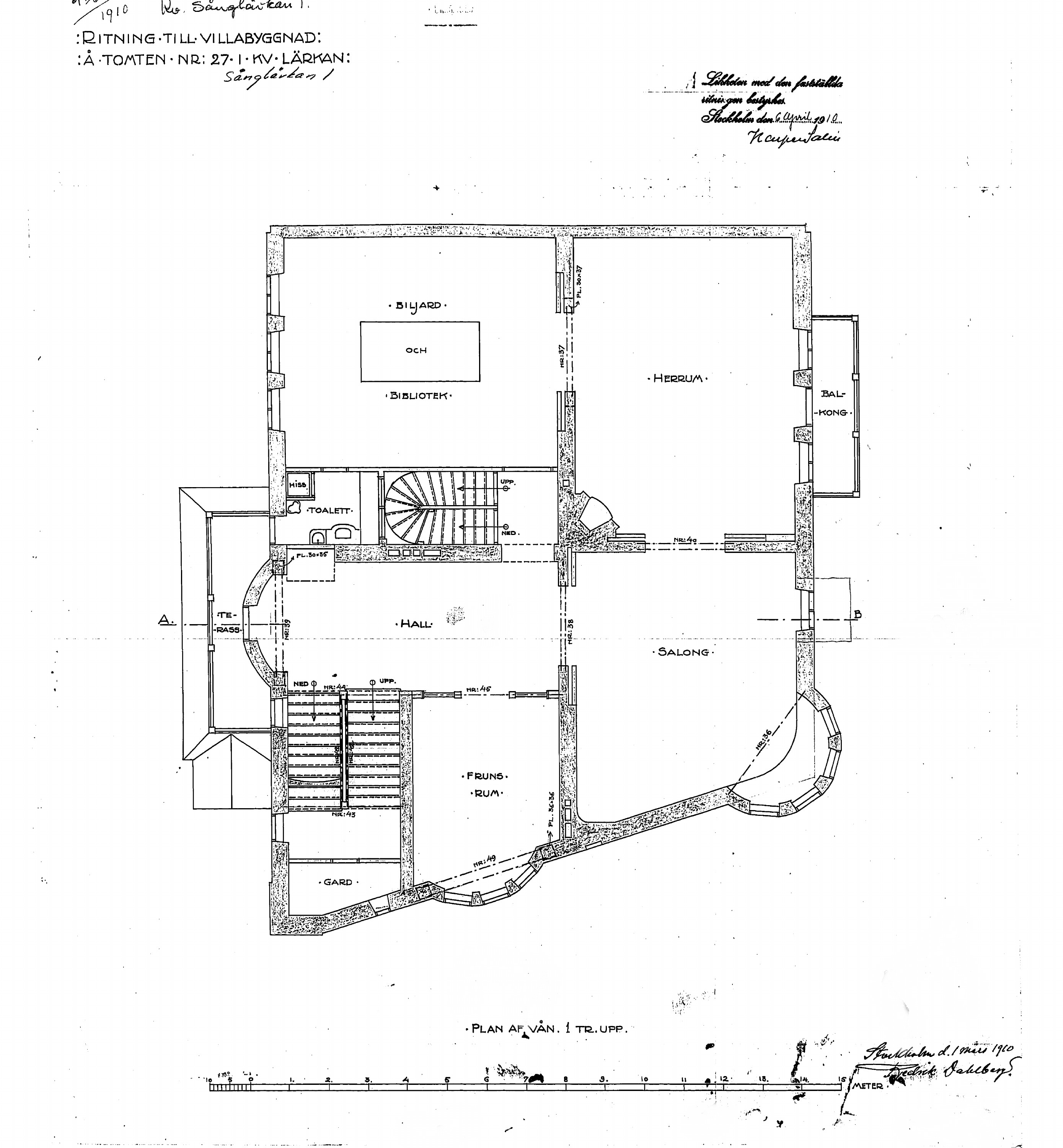
Våning 1 trappa.
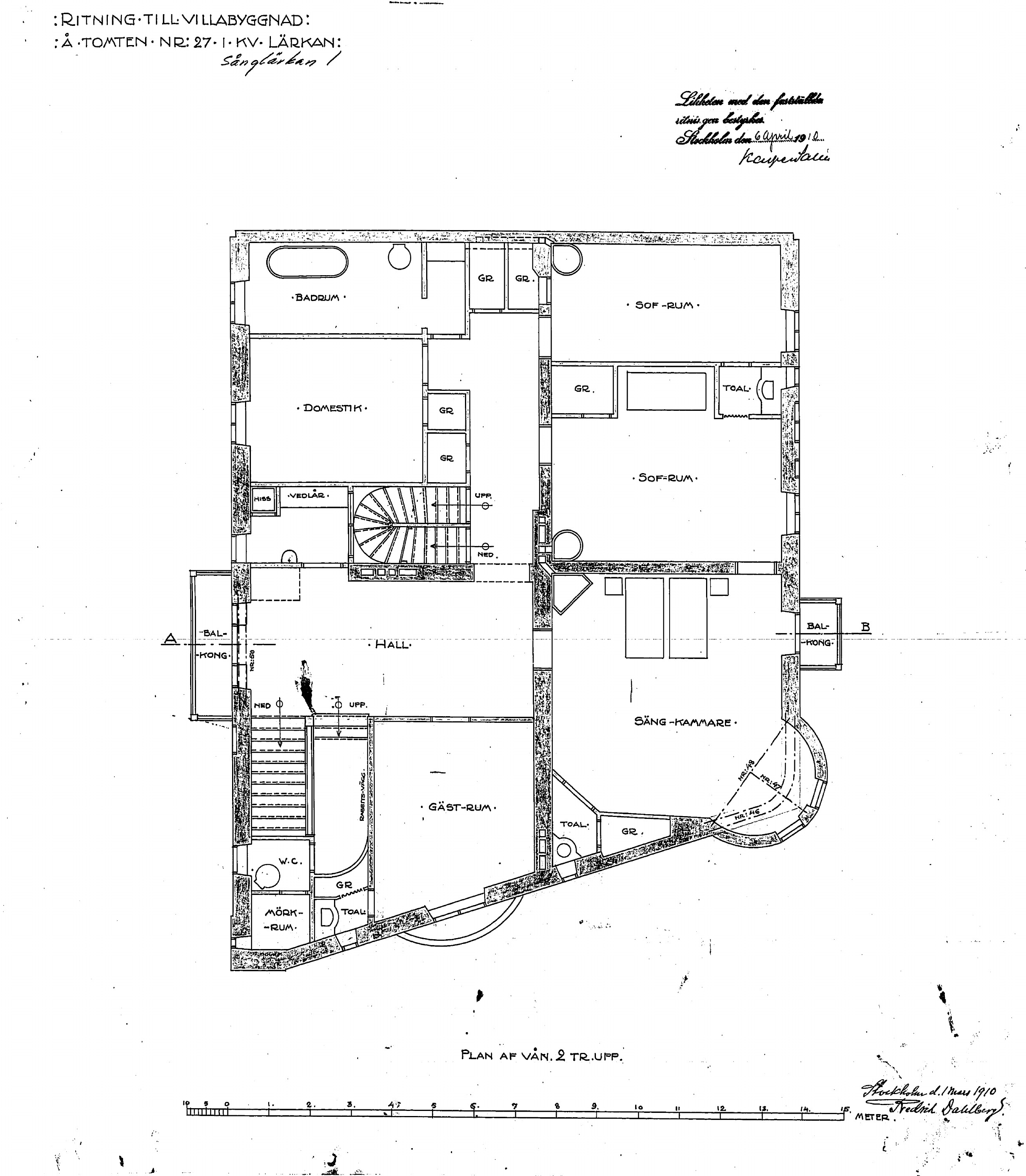
Våning 2 trappor.

### Interiör
Herman Palmgrens nya stadsvilla uppfyllde även interiört högställda krav. På bottenvåningen låg en mycket rymlig hall som genom skjutdörrar kunde stängas mot matsalen vilken upptog hörnet Friggagatan / Sköldungagatan. På samma plan låg ett stort kök och jungfrukammare, båda tillgängliga via en separat entré och trappa. På övervåningen hade herrskapet salongen (med det stora burspråket i hörnet), herrum, fruns rum och ett kombinerat rum med biljard och bibliotek. Herman Palmgrens ex libris återfanns som rosett i taket. På två trappor upp låg familjens sängkammare med flera sovrum ett gästrum, ett badrum och ett rum för betjänt. 
Vid Stadsmuseets byggnadsinventering 1984 bevarade besökta interiörer ursprungliga och delvis rikt påkostade inredningar såsom i hallen parkettgolv med intarsiafris, cirka två meter hög ekpanel indelad med pilastrar och arkadbågar, i vilken dörrarna var integrerade. Vidare fanns öppen spis av sten med dekorationsmålerier samt bjälktak med målningar i fälten. Ursprungligen var även väggarna ovan panelen dekorerade direkt på putsen med likartade slingor som på spisen, allt utfört av dekorationsmålaren Filip Månsson.

Interiör hotell Ett Hem
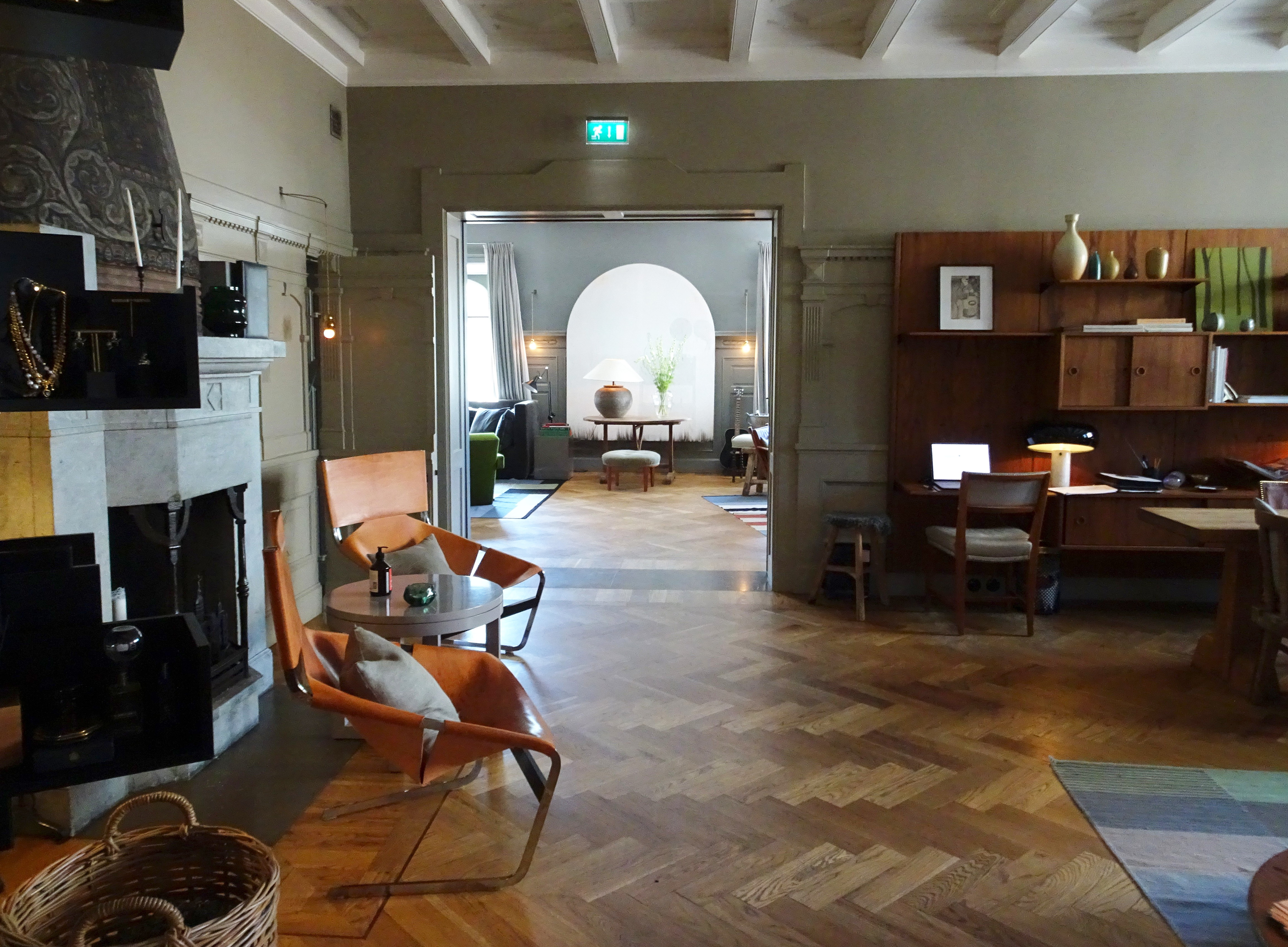
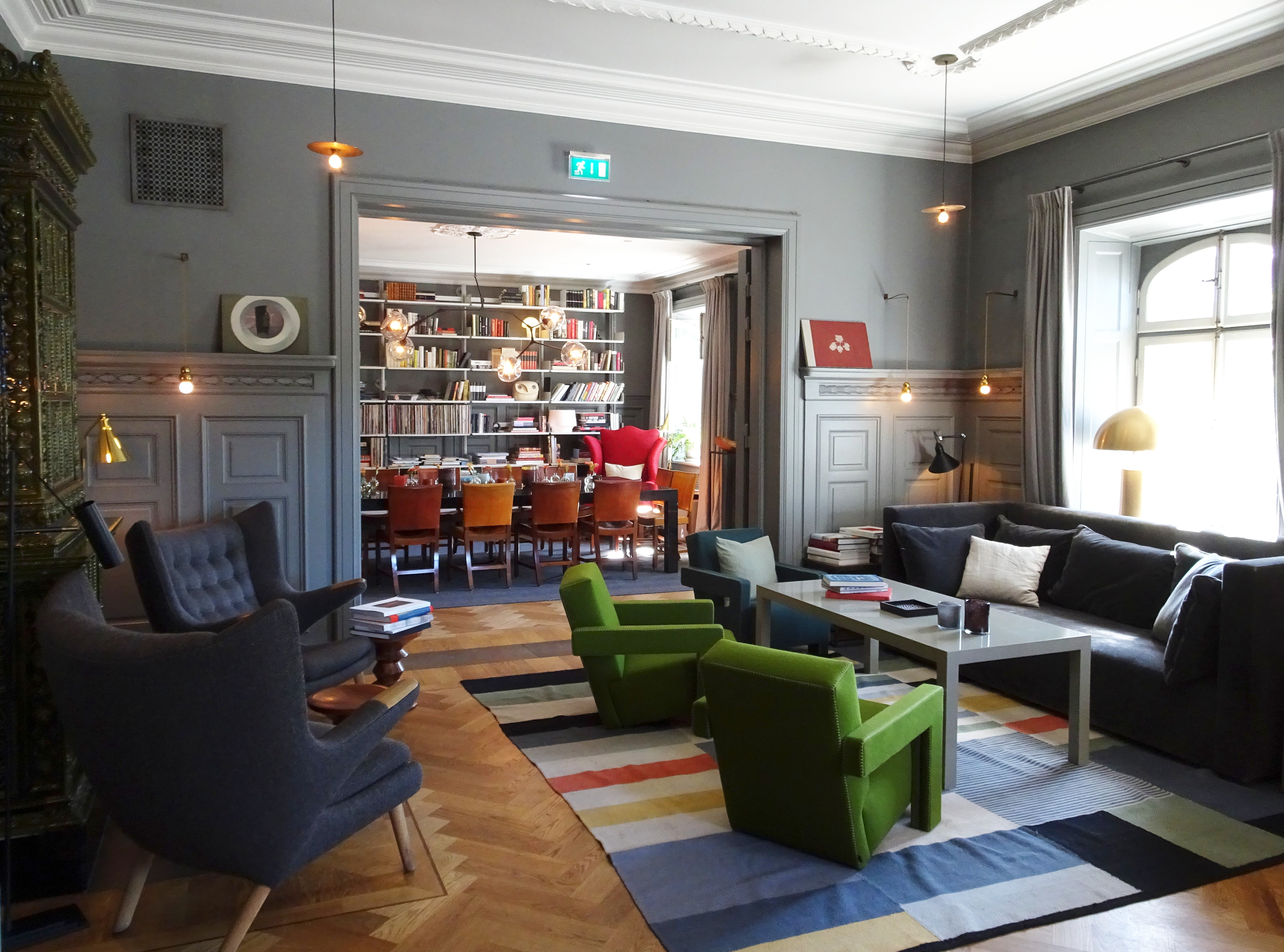
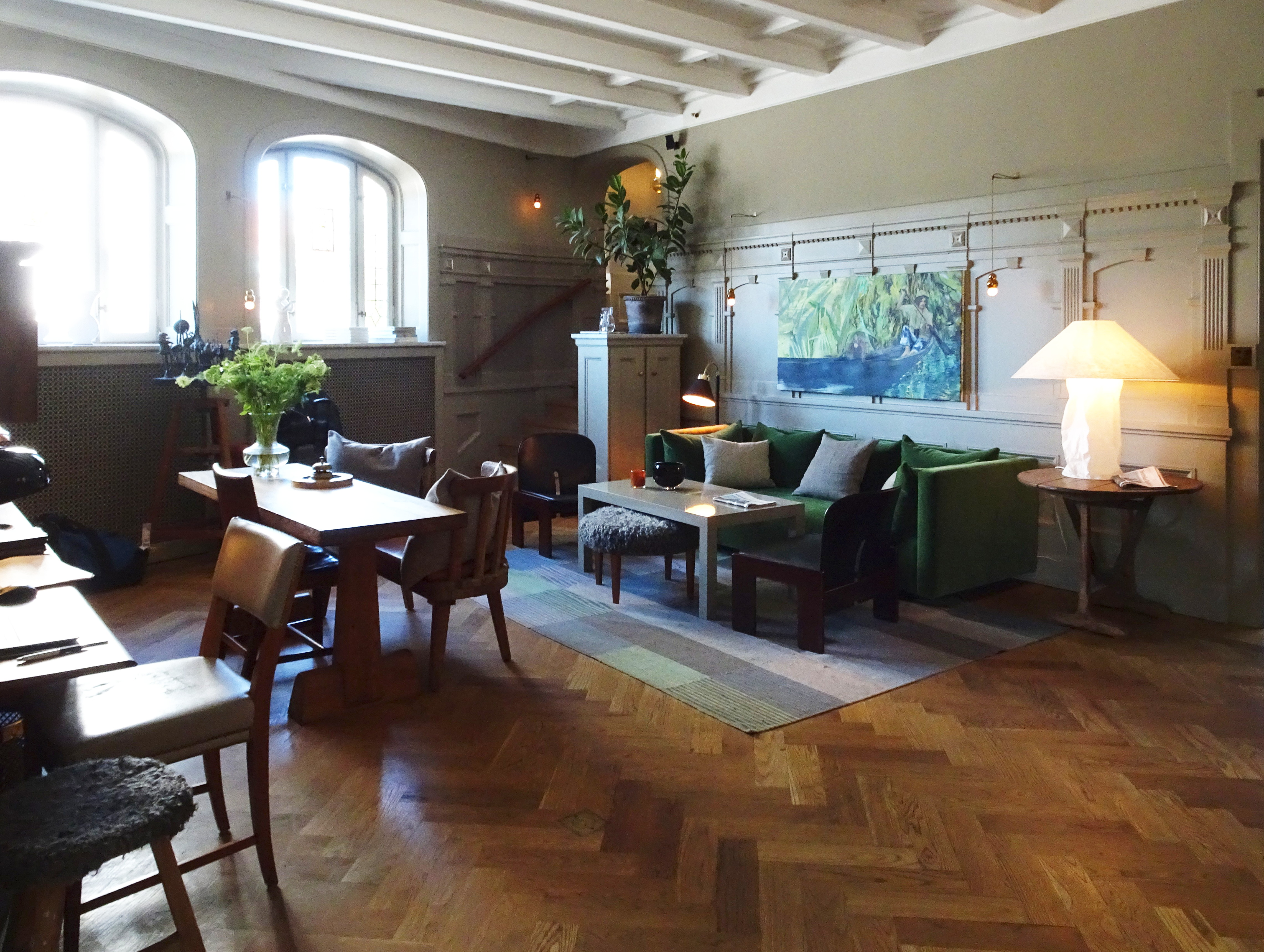
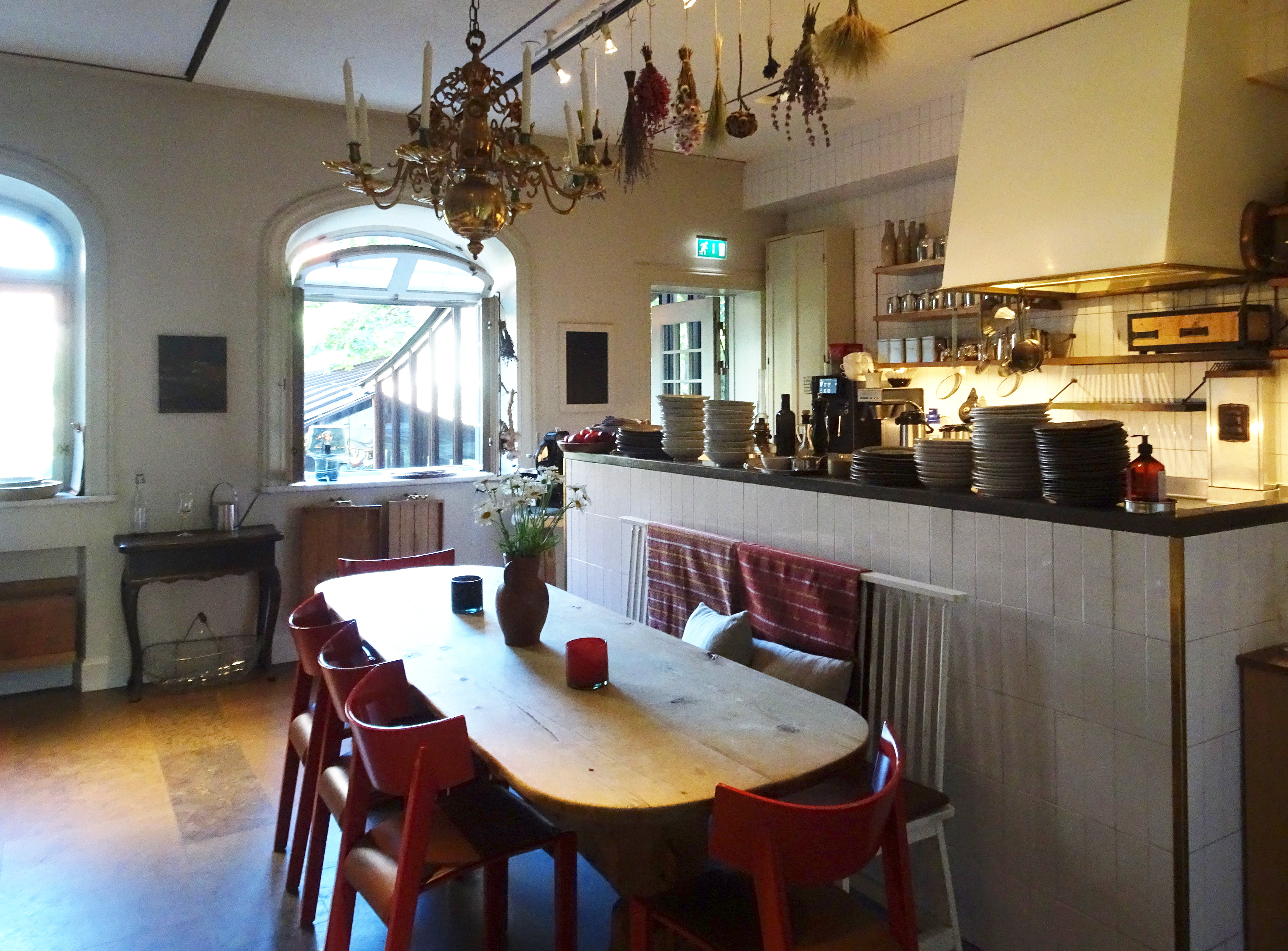

## Husets vidare öden och hotellet Ett Hem
Herman Palmgren bodde många år på denna adress. 1926 uppger Stockholms adresskalender honom fortfarande som ägare, där titulerade han sig regeringsråd. Huset kontoriserades på 1950-talet för Svenska Handelsbanken och 2006 följde en återgång till bostadshus dock nu med flera lägenheter och en utbyggd vind. Den senaste ombyggnaden skedde 2009–2010 då ändring till hotell genomfördes och lyxhotellet ”Ett Hem” flyttade in. Hotellets interiör gestaltades av den brittiska inredningsdesignern Ilse Crawford. I hotellets marknadsföringen beskrivs gästerna som ”välbemedlade resenärer” vilka ”värnar om sin integritet och kräver absolut diskretion”.
Fastighetsägare är Harald Mix genom Herrsunda Holding Aktiebolag som även förvärvat granntomten Sånglärkan 12 med två byggnader på, och där utvidgade sin hotell- och kontorsverksamhet, vilket krävde en detaljplaneändring som vann laga kraft i september 2020. År 2018 reglerades Sånglärkan 12 in i Sånglärkan 1 och allt fick alltså den gemensamma fastighetsbeteckningen Sånglärkan 1. Sånglärkan 1 har därefter upphört, genom klyvning 2022 är den uppdelad i Sånglärkan 13 och 14. Sånglärkan 13 består av de två byggnaderna på Sköldungatan 2 och 4, och Sånglärkan 14 innehåller byggnaden på Sköldungagatan 6.

Nuvarande exteriör hotell Ett Hem
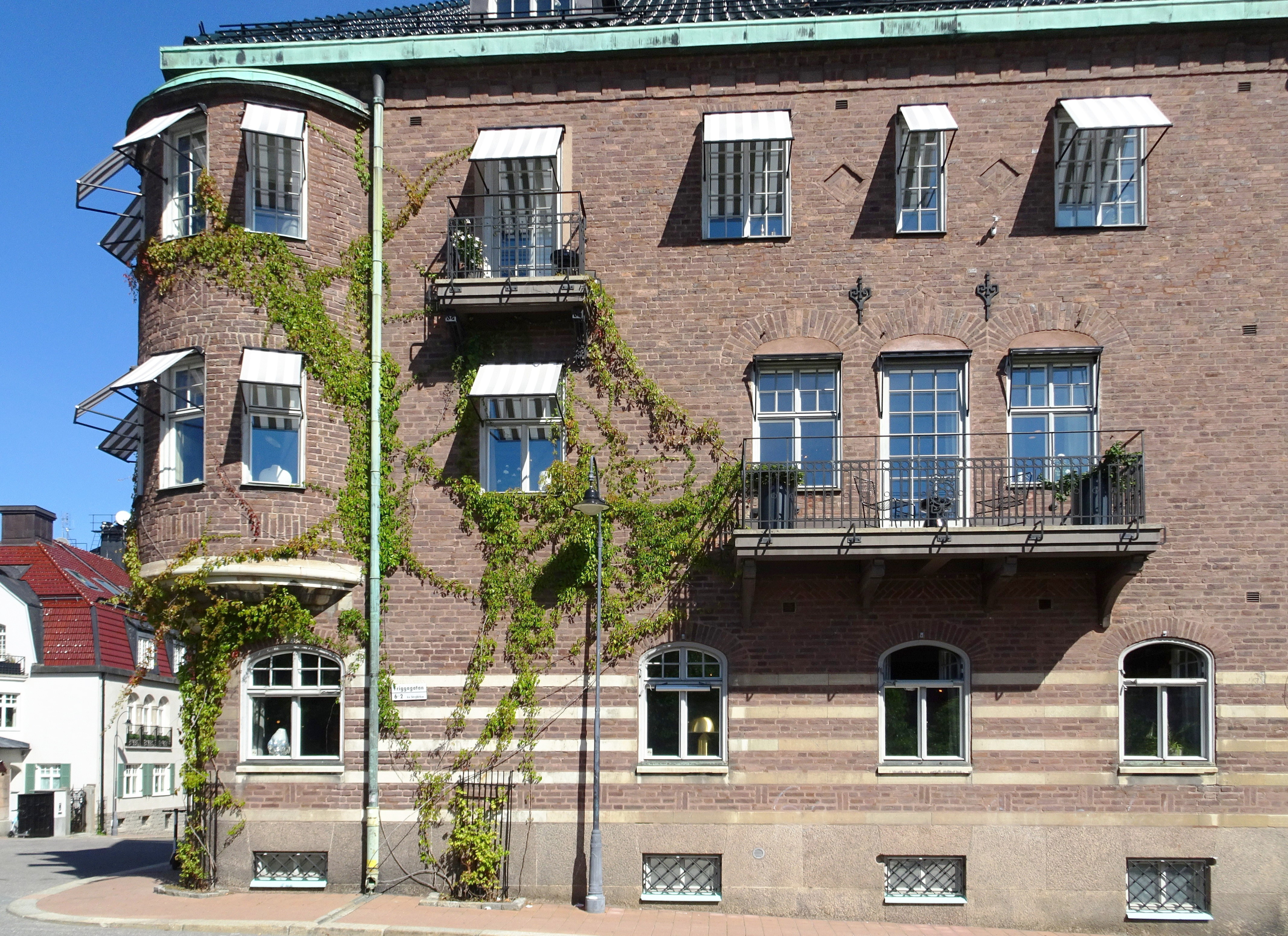
Fasad mot Friggagatan.
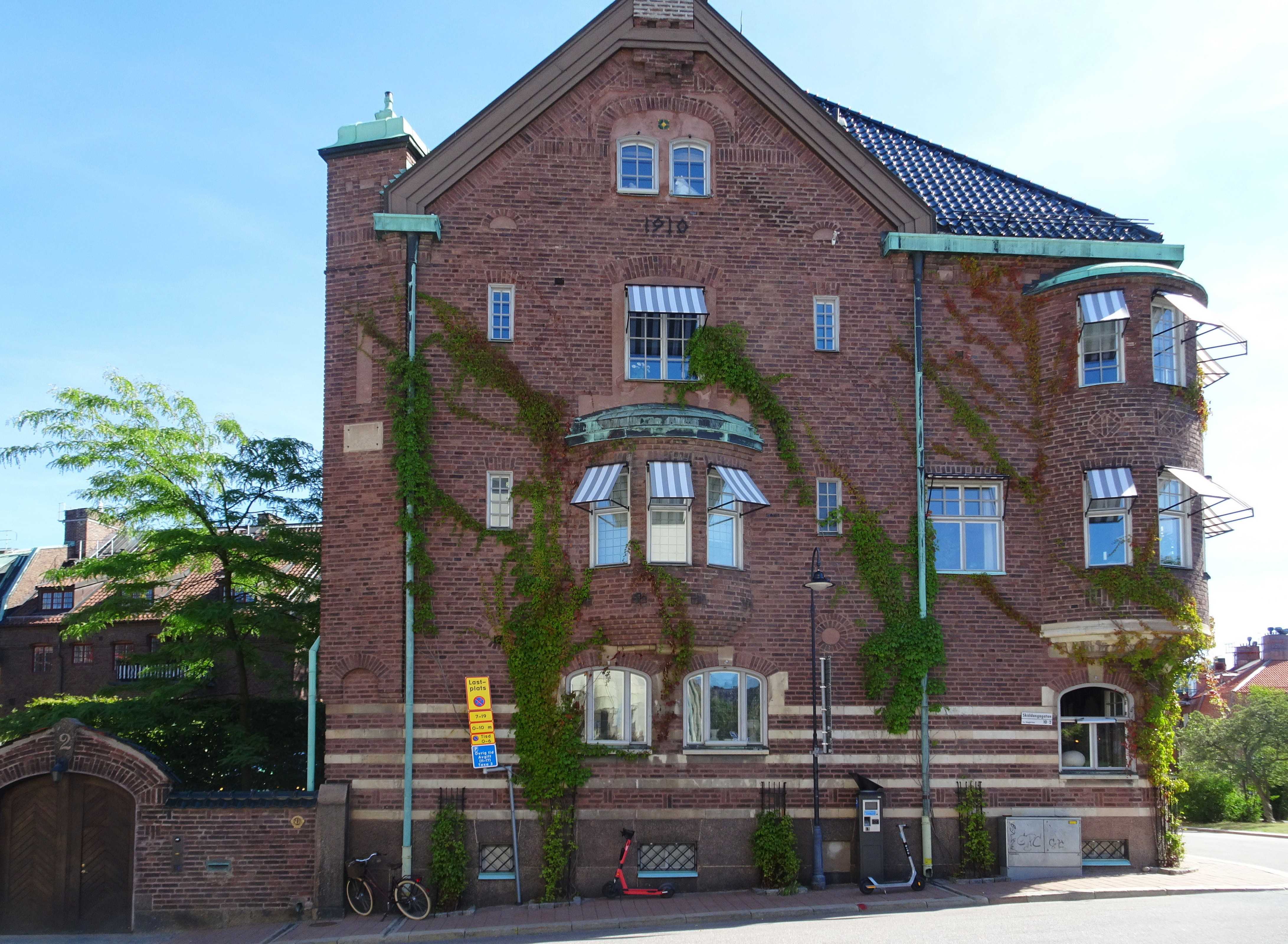
Fasad mot Sköldungagatan.
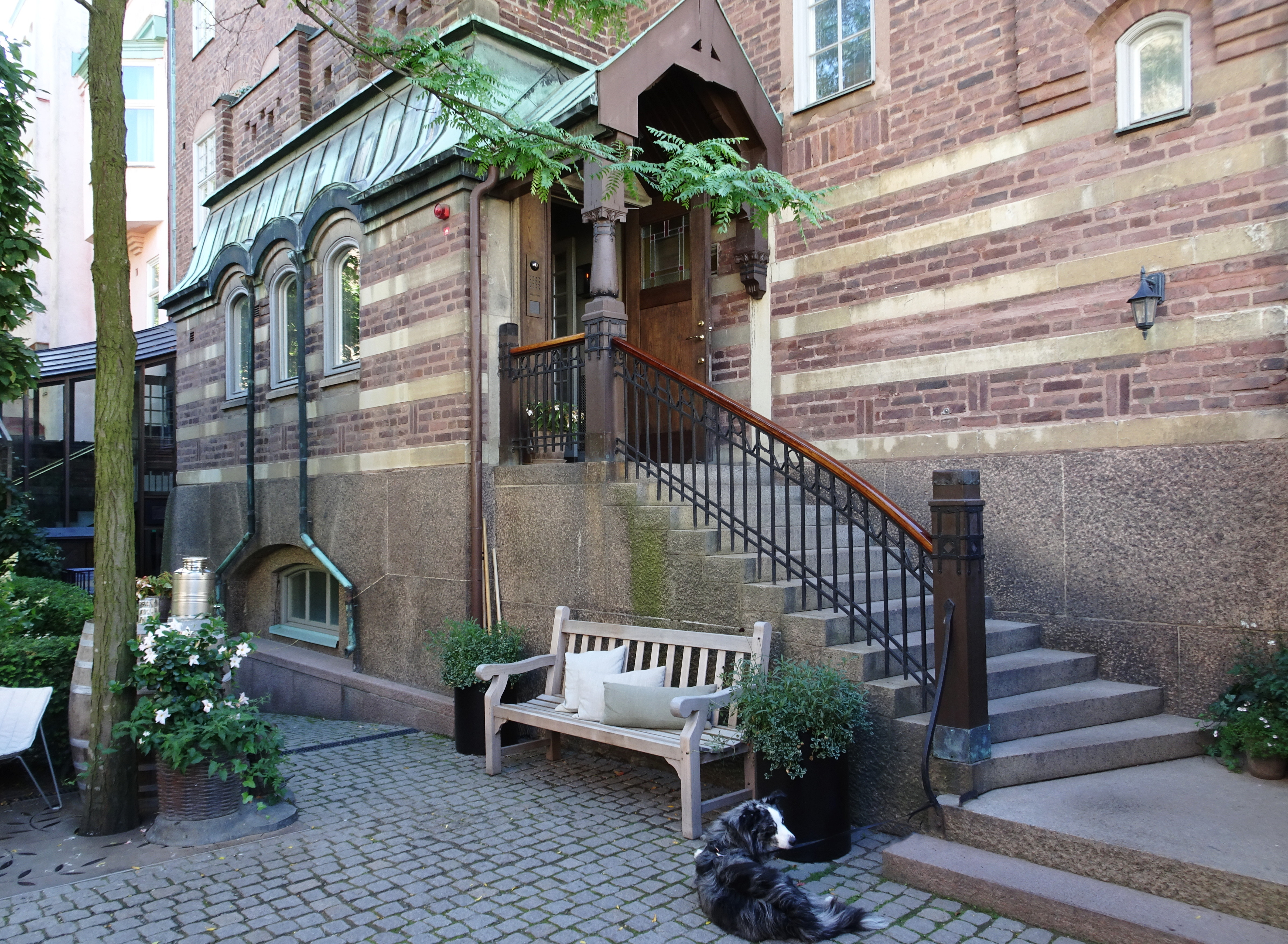
Entrétrappan.
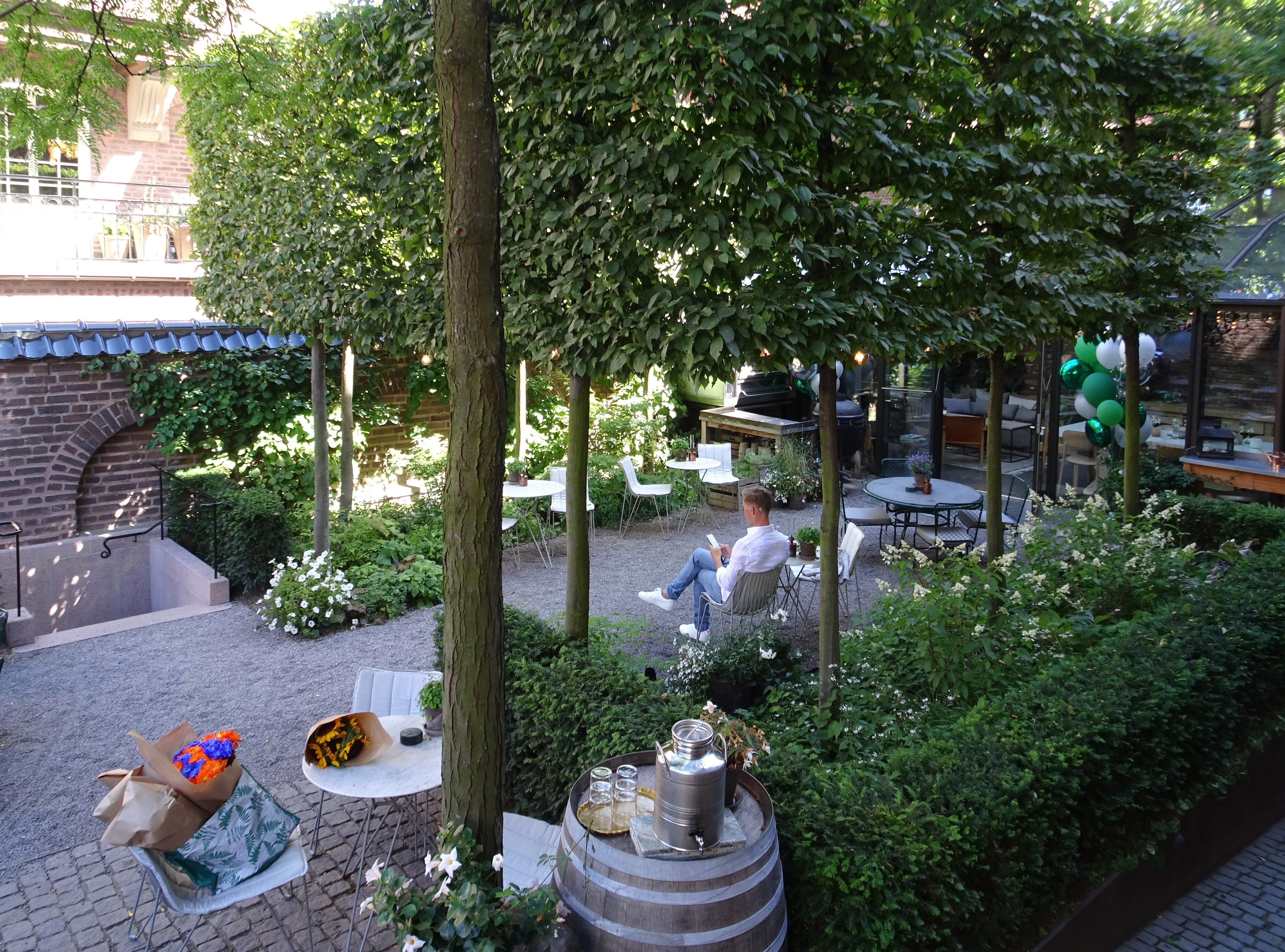
Innergården.